# مينانكس
مينانكس أو مِنَنْكِس (باللاتينية: Meninx) هو موقع أثري تونسي يقع على الساحل الجنوبي الشرقي لجزيرة جربة، قرب قرية القنطرة. يمتد الموقع على طول 2 كم وعرض 800 متر، وتوجد إمكانية أن جزءً منه مغمور بمياه البحر.

## التاريخ
كان هذا الموقع بالأساس محطة تجارية شيدها الفينيقيون، وعرفت أوج ازدهارها في الحقبة الرومانية، أين أصبحت مركز الجزيرة.

التنقيب الأول في الموقع كشف عن وجود حمامات ومدرج روماني ومسرح وكنيسة ومن الممكن أيضا منتدى. من جهة أخرى، تتناثر على الموقع بقايا الآثار مثل قواعد الأعمدة الرخامية البيضاء، أعمدة من الغرانيت، عدة تيجان للأعمدة، وكذلك العديد من التماثيل. في 1942، أطلقت حفريات بإشراف بول ماري دوفال.

إلى حد اليوم، لم يشهد الموقع حفريات عميقة تكشف عن مكوناته.

## بيبليوغرافيا
- بول ماري دوفال، Recherches archéologiques à Méninx (Tunisie), Cherchel et Tipasa (Algérie)، تقارير أكاديمية التسجيلات والرسائل الجميلة، المجلد 86، العدد 4ء6، 1942، الصفحات 221-225 (اطلع على النص).